# Куэлью-Нету (микрорегион)

Куэлью-Нету на карте.

Куэлью-Нету (порт. Microrregião de Coelho Neto) — микрорегион в Бразилии, входит в штат Мараньян. Составная часть мезорегиона Восток штата Мараньян. Население составляет 87 256 человек (на 2010 год). Площадь — 3606,923 км². Плотность населения — 24,19 чел./км².

## Демография
Согласно сведениям, собранным в ходе переписи 2010 г. Национальным институтом географии и статистики (IBGE), население микрорегиона составляет:
| Полное население                             | Полное население                             | Полное население                             | Полное население                             | 87 256 |
| -------------------------------------------- | -------------------------------------------- | -------------------------------------------- | -------------------------------------------- | ------ |
| в том числе:                                 | Городское население                          | 60 937                                       | Процент городского населения, %              | 69,84  |
|                                              | Сельское население                           | 26 319                                       | Процент сельского населения, %               | 30,16  |
|                                              | Мужское население                            | 43 752                                       | Процент мужского населения, %                | 50,14  |
|                                              | Женское население                            | 43 504                                       | Процент женского населения, %                | 49,86  |
| Плотность населения, чел/км²                 | Плотность населения, чел/км²                 | Плотность населения, чел/км²                 | Плотность населения, чел/км²                 | 24,19  |
| Население микрорегиона в % к населению штата | Население микрорегиона в % к населению штата | Население микрорегиона в % к населению штата | Население микрорегиона в % к населению штата | 1,33   |

## Статистика
- Валовой внутренний продукт на 2003 год составляет 164 457 126,00 реалов (данные: Бразильский институт географии и статистики).
- Валовой внутренний продукт на душу населения на 2003 год составляет 2147,08 реалов (данные: Бразильский институт географии и статистики).
- Индекс развития человеческого потенциала на 2000 год составляет 0,570 (данные: Программа развития ООН).

## Состав микрорегиона
В составе микрорегиона включены следующие муниципалитеты:
1. Афонсу-Кунья
2. Алдеяс-Алтас
3. Куэлью-Нету
4. Дуки-Баселар